# Newark, New York
Newark är ett municipalsamhälle (village) i kommunen Arcadia i Wayne County i delstaten New York. Vid 2020 års folkräkning hade Newark 9 089 invånare.